# Мелихово (разъезд)
Ме́лихово — железнодорожный разъезд в городе Ржев Тверской области. Расположен на правом берегу Волги на хордовой линии Лихославль — Вязьма.

## Описание

### Расположение
Разъезд находится в 2 км за мостом через Волгу. В северной горловине находится железнодорожный переезд, в южной — пересечение с железнодорожной линией Москва — Рига. На станции останавливаются все проходящие её пассажирские поезда (2 пары пригородных, один — дальнего следования).

### Интересные факты
- В начале августа 1943 года в спецпоезде на станцию прибыл И. В. Сталин, чтобы в районе деревни Хорошево (в одном километре от станции) встретиться с командующим Калининским фронтом А. И. Ерёменко. Оттуда 5 августа Сталин отдал приказ о первом салюте в Москве по случаю освобождения городов Орёл и Белгород, о чём повествует мемориальная доска на доме в Хорошево. За время войны это был единственный выезд Сталина из Москвы в сторону фронта.[5][6]
- Это единственный разъезд на линии Торжок — Ржев, где расходятся пассажирские поезда.[4]

## Дальнее следование по станции
| № поезда | Маршрут движения           | № поезда | Маршрут движения           |
| -------- | -------------------------- | -------- | -------------------------- |
| 87       | Санкт-Петербург — Смоленск | 88       | Смоленск — Санкт-Петербург |